# Bresternica
Bresternica este o localitate din comuna Maribor, Slovenia, cu o populație de 1.346 de locuitori.